# Brad Smulders
Brad Smulders (* 12. August 1983 in Sarnia, Ontario, Kanada) ist ein ehemaliger niederländisch-kanadischer Eishockeyspieler, der 2010 mit den Nijmegen Devils niederländischer Meister wurde.

## Karriere

### Clubs
Brad Smulders, der in der kanadischen Provinz Ontario geboren wurde, begann seine Karriere als Eishockeyspieler beim Nachwuchsteam Strathroy Rockets in der Greater Ontario Hockey League und wechselte 2001 zu Sarnia Sting in die Ontario Hockey League, eine der drei großen kanadischen Juniorenligen. Bei dem Klub aus seiner Geburtsstadt konnte er sich jedoch nicht durchsetzen und wechselte noch während der laufenden Spielzeit zum Lokalkonkurrenten Sarnia Blast aus der klassentieferen Western Ontario Hockey League. Die Spielzeit 2003/04 verbrachte er bei den London Nationals ebenfalls in der WOHL. 2004 wechselte er nach Europa, wo er zunächst je ein Jahr für die Eaters Geleen, die Heerenveen Flyers, erneut die Eaters Geleen und die Amstel Tijgers Amsterdam in der Ehrendivision spielte. Von 2008 bis 2010 stand er bei den Nijmegen Devils auf dem Eis und gewann mit diesen 2009 den niederländischen Eishockeypokal und 2010 die niederländische Meisterschaft. In der Sommerpause 2009 zog es ihn auf die Südhalbkugel, wo er für die Gold Coast Blue Tongues in der Australian Ice Hockey League spielte und zum Topscorer, Torschützenkönig und besten Vorbereiter der Liga avancierte. Nach einem weiteren Jahr in Geleen kehrte er 2011 nach Nordamerika zurück und ließ seine Karriere bei den Thousand Islands Privateers in der Federal Hockey League ausklingen.

### International
Für die Niederlande spielte Smulders bei den Weltmeisterschaften der Division I 2007, als er Topscorer, Torschützenkönig (gemeinsam mit dem Esten Andrei Makrov) und bester Vorbereiter (gemeinsam mit dem Franzosen Laurent Meunier) des Turniers war, und 2008. Zudem vertrat er das Team von der Nordseeküste bei der Olympiaqualifikation für die Winterspiele in Vancouver 2010.

## Erfolge und Auszeichnungen
- 2007 Topscorer, Torschützenkönig und meiste Torvorlagen bei der Weltmeisterschaft der Division I, Gruppe A
- 2009 Niederländischer Pokalsieger mit den Nijmegen Devils
- 2009 Topscorer, Torschützenkönig und meiste Torvorlagen der Australian Ice Hockey League
- 2010 Niederländischer Meister mit den Nijmegen Devils